# Fronte Caucasico
Il Fronte Caucasico (in russo Кавказский фронт?, Kavkazskij front), chiamato anche Fronte del Caucaso o Mujahadeen del Caucaso, è stata un'organizzazione terroristica islamistica formalmente istituita nel maggio 2005 come unità strutturale islamica delle forze armate della Repubblica cecena di Ichkeria dal decreto del presidente della Cecenia Abdul-Chalim Sadulaev durante la seconda guerra cecena. È stato anche la forza paramilitare dell'Emirato del Caucaso.

## Comandanti
- Abdul-Chalim Abusalamovič Sadulaev
- Šamil' Salmanovič Basaev
- Doku Chamatovič Umarov
- Ali Musaevič Taziev
- Aslambek Ilimsultanovič Vadalov
- Tarchan Ismailovič Gaziev
- Abdullach Jandurkaev
- Chusejn Vachaevič Gakaev